# Kubota Hikosaku
Det här är en artikel om en person med japanskt personnamn; Kubota är familjenamnet.
Kubota Hikosaku (久保田彦作), född i Tokyo 1846, där han avled den 3 januari 1898, var en japansk pjäsförfattare och tidig journalist. Hans största framgång blev dock följetongen och romanen om gatusångerskan Omatsu.
Kubota växte upp hos en vasall till shogunen och fick en tidsenlig uppfostran. Hans håg stod redan tidigt till teatern och som 17-åring medarbetade han i att skriva traditionella japanska farser, "kyōgen" ( 狂言). Framgången lät vänta på sig och han fick bara ett stycke uppfört, trots att han även provade på att skriva under pseudonym. Han lämnade teatervärlden och blev 1873 utnämnd till överinspektör för Tokyos skoldistrikt. Han upptäckte snart att detta inte var hans kall och återvände 1876 till teatern och pjäsförfattandet.
Detta var en förändringens tid efter den så kallade Meijirestaurationen runt 1868 och en västerländsk påverkan gjorde sig gällande. Folket som under Tokugawa-perioden hållits tämligen ovetande om skeendena i omvärlden började efterfråga information och tidningar såg dagens ljus. Här fann Kubota en säkrare utkomst och han började arbeta som journalist med rapporter från nöjesvärlden, uki-yo (浮世),  speciellt från kabukiteatern. Nu tillkom också hans böcker som skildrade skandaler och äventyr i den undre världen.

## Svensk översättning
- Gatusångerskan Omatsus äventyr (Torioi Omatsu kaijo shinwa) (översättning Ulla Frisk, Staffan Lindström, Eiko Nordlander och Marie Söderberg, Ellerström, 2006)